# Филены
Филены (др.-греч. Φιλαίνοι, лат. Philaeni) — легендарные братья-карфагеняне, которые принесли себя в жертву ради расширения границ Карфагенского государства.

## Легенда
Согласно Саллюстию, между Карфагеном и Киреной в VI веке до н. э. шла долгая и тяжёлая война за обладание лежащей между ними равнинной местностью, не имевшей каких-либо естественных препятствий (рек, гор), по которым можно было бы провести границу. Военные действия велись с переменным успехом, нанося огромный ущерб обеим сторонам, и в итоге противники согласились на перемирие для территориального размежевания: в назначенный день из двух городов должны быть двинуться навстречу друг другу послы, чтобы там, где они встретятся, была установлена граница между народами.
Киренские послы по неизвестным причинам двигались гораздо медленнее, чем карфагенские — братья Филены, — поэтому встреча произошла ближе к Кирене. Греки, увидев, насколько их опередили, и испугавшись наказания, обвинили карфагенян в том, что они вышли в путь раньше оговорённого срока, и отказывались исполнять соглашение. Тогда карфагеняне предложили установить другие условия, лишь бы они были справедливыми. Киренцы предоставили им выбор: либо чтобы они в том месте, где желают провести границу своей страны, позволили зарыть себя в землю живыми, либо чтобы сами греки на тех же условиях отправились до того места, которое выберут. Филены согласились и принесли свою жизнь в жертву отечеству. В этом месте карфагеняне воздвигли алтари братьям Филенам, а на родине учредили для них и другие почести.
Примерно в тех же словах легенду пересказывает Помпоний Мела. Валерий Максим хотя и утверждает, что Филены мошеннически двигались быстрее греков, тем не менее восхищается их подвигом. Полибий, упоминая алтари, употребляет имя «Филен» в единственном числе. Достоверность истории Филенов в изложении римских авторов ставится современными учёными под сомнение, в том числе потому, что она напоминает топонимическую легенду.

## Алтари Филенов
Алтари Филенов (др.-греч. οἱ Φιλαίνων βωμοί, лат. Arae Philaenōrum) находились к востоку от Лептис-Магны, примерно в 180 милях от Карфагена и в 80 милях от Кирены. Из источников непонятно, какой вид имели эти сооружения. Страбон, помещая их на побережье Большого Сирта, говорит о них как о столбах и сообщает, что к его времени они уже не существуют, но «место удержало своё старое название». В то же время Плиний Старший описывает алтари Филенов как некие сооружения из песка (курганы?). Впоследствии считались условной границей между Триполитанией и Киренаикой.